# Richard Dutruel
Richard Dutruel (Thonon-les-Bains, 24 dicembre 1972) è un ex calciatore francese, di ruolo portiere.

## Carriera

### Club
Cresciuto nel Paris Saint-Germain, dove ha debuttato in Ligue 1 disputandovi in tutto 10 incontri. Dal 1993 è stato ceduto in prestito per due stagioni al Caen dove giocò da titolare.
Nel 1996 si trasferisce nella Primera División con il Celta Vigo, dove rimane quattro stagioni, prima di essere notato dal Barcellona che lo impiega, anche se piuttosto raramente, per due anni. Nel 2002 passa per una stagione al Deportivo Alavés, prima di tornare in Francia nello Strasburgo, dove chiude la sua carriera professionistica.

### Nazionale
Venne impiegato in un'occasione dalla Nazionale francese, guidata da Roger Lemerre, nell'amichevole pareggiata 1-1 contro il Camerun il 4 ottobre 2000.

## Palmarès

### Competizioni nazionali
- Coppa di Francia: 1

PSG: 1992-1993
- Coppa di Lega francese: 1

Strasburgo: 2004-2005

### Competizioni internazionali
- Coppa delle Coppe: 1

PSG: 1995-1996